# Мориц Корнелис Ешер
Мориц Корнелис Ешер (на нидерландски: Maurits Cornelis Escher) е нидерландски художник, познат със своите гравюри върху дърво, литографии, мецотинто, които изобразяват мозайки, невъзможни конструкции, безкрайни обекти и покрития на равнината.

## Биография
Мориц Корнелис е най-малкият син на строителния инженер Георг Арнолд Ешер и неговата втора жена, Сара Глейхман. През 1903 г. семейството се премества в Арнем, където младият Ешер взима уроци по дървообработка и пиано до тринадесетгодишна възраст.
От 1912 г. до 1918 г. посещава гимназия, където получава отлична подготовка по рисуване при Ф. В. Хааген. Въпреки това неговите оценки са предимно слаби и той повтаря. По-късно, през 1919 г. е приет в Академията за архитектура и декоративни изкуства в Харлем. Първоначално изучава архитектура, но се прехвърля на декоративните изкуства, където негов учител е Самуел Хесурун де Мескита, чиято творческа индивидуалност повлиява Ешер много силно. През 1922 г. придобил опит в графичната техника и особено печатната графика, Ешер напуска Академията.
През следващите години Ешер често пътува до Италия и там през 1924 г. се жени за Джета Умикер. Младата двойка живее в Рим над десет години до 1935 г., когато политическият климат при управлението на Мусолини става непоносим и семейството се мести в Шато дьо Окс, Швейцария, където остават през следващите две години.
Ешер се възхищава и вдъхновява от италианските пейзажи. Швейцария не му харесала, така че две години по-късно семейството се мести отново, този път в градчето Юкел, днес част от Брюксел, Белгия. Втората световна война принуждава семейството пак да замине през януари 1941 г. за Баарн, Нидерландия, където художникът живее до 1970 г. Най-известните творби на Ешер са тъкмо от този период. Често облачното, студено и влажно време в Нидерландия позволява на Ешер да се съсредоточи върху работата си и единствено през 1962 г., когато той претърпява операция, не намира време за рисуване.
През 1970 г. Ешер се мести в дома за възрастни художници Роза-Спиър в Ларен, Северна Холандия, където разполага със собствено студио. Умира на 73 години на 27 март 1972 г.

## Творчество

### Изобразително изкуство
Още докато е студент в Академията Ешер е запленен от темата за ритмическите повторения в графиката. През 1922 г. той рисува картината „Осем глави“, в която идеално допълващите се контури на четири женски и четири мъжки глави плътно запълват равнината на платното. Завършвайки образованието си, Ешер вече е изградил и особен афинитет към една определена графична техника – ксилография (дърворез), на която го е научил Мескита. По-късно – през 1929 и 1931 г. – той прави и първите си литографии и гравюри върху дърво. При всичките си картини на мозайки и покрития на равнината обаче се придържа към по-фината техника на дървореза.
През периода 1922 – 1935 г. Ешер се увлича по техниките на печатната графика в опит да достигне съвършеното им овладяване. В амбицията си да постигне съвършенство в овладяването на техниката стига дотам, че подчинява избора на тематика само на нуждата да изследва някакъв аспект на техниката. За този период той създава около 70 дървореза и гравюри и около 40 литографии. По-късно Ешер сам ще признае: „Повечето от тях днес нямат почти никаква стойност, тъй като в основната си част представляват упражнения за придобиване на умения. Поне сега така ми изглеждат.“
Достигайки до това осъзнаване, а и вследствие на затворения живот, който води след напускането на Италия, Ешер бива споходен от идеи, които нямат нищо общо с изкуството на графиката – ментални картини, които не могат да бъдат предадени словесно, а могат да бъдат разбрани само ако бъдат въплътени във визуални образи. Картините му са класифицирани в следните категории:
- „Покрития на равнината“
- „Безгранично пространство“
- „Пространствени окръжности и спирали“
- „Огледални изображения“
- „Инверсии“
- „Многостени“
- „Относителности“
- „Противоречия между плоскост и обем“
- „Невъзможни сгради“

Първата си гравюра на тема невъзможна действителност „Натюрморт с улица“ („Still Life and Street“) Ешер прави през 1936 г.
Сред известните му картини от „Покрития на равнината“ са „Въздух и вода“ („Sky and Water“, 1938, дърворез), „Освобождаване“ („Liberation“, 1955, литография) и „Вербум“ („Verbum“1942, литография), сериите „Кръгов лимит“ („Circle Limit“, 1958-60, дърворез), „Квадратен лимит“ („Square Limit“, 1964, дърворез) и „Метаморфози“ („Metamorphoses“, 1939-40, 1967-68, дърворез).
Особено популярни са картините му в категорията „Невъзможни сгради“: „Белведере“ („Belvedere“, 1958, литография), „Изкачване и слизане по стълби“ („Ascending and Descending“, 1960, литография), „Водопад“ („Waterfall“, 1961, литография).
Впоследствие само веднъж Ешер се връща към старата си страст към овладяване на графични техники. През 1946 г. той експериментира с мецотинто – дълбок печат върху медна плоча. Техниката обаче е твърде времеемка и след пет години и седем създадени графики Ешер я изоставя.
През юли 1969 г. Ешер рисува последната работа преди смъртта си – „Змии“ („Snakes“, дърворез).

### Математически изследвания
Макар и без математическо образование, Ешер има силно интуитивно и визуално усещане за математиката. В картините използва топологически обекти като листа на Мьобиус, равнинни изображения на невъзможни в тримерното пространство обекти, гради някои от картините си върху фракталите и триъгълника на Пенроуз, вплита крайни и безкрайни повърхнини, правилни многостени, разгъвки на тела, покрития на равнината. Умело ги съчетава с пейзажи, рисунки на животни, портрети. За дълбокия математически смисъл на творбите му говори и математикът Дъглас Хофстетер в книгата си „Гьодел, Ешер, Бах в една златна примка“, наградена с Пулицър през 1979 г.
Първото математическо изследване, което художникът прави и което по-късно заляга в картините му, започва със статия на Дьорд Пойа за симетрични групи в равнината. Статията вдъхновява Ешер за 43 цветни рисунки на различни типове симетрични обекти, с които прави пълно покритие на равнината. Така възниква и математическият му подход към изразяване на симетрията в творбите му, детайлно описан в първата статия на Ешер „Правилно деление на равнината с асиметрични конгруентни многоъгълници“ от 1941 г. Тази статия, превърнала се в причина Ешер да бъде причисляван към математиците на своето време, изследва и областта, която по-късно ще бъде наречена кристалография.
След 1956 г. той изучава концепцията за представяне на безкрайността в двумерна равнина. Обсъжданията му с канадския математик Харолд Скот Макдоналд Коксетер привличат интереса на Ешер към хиперболичните покрития - правилни разбивки на хиперболичната равнина – и той ги илюстрира в серията картини „Кръгов лимит“ („Circle Limit“, 1958-60, дърворез). Офортите му носят и слава: през 1955 г. Ешер е посветен в рицарство на Ордена „Оранж Насау“. Постигнатото математическо съвършенство в офортите от тази серия е удостоверено и от Коксетер, в статия от 1995 г.
През 1958 г. Ешер публикува нова статия „Правилно деление на равнината“, в която систематично описва как строи математическите обекти в творчеството си. Той подчертава: „[Математиците] са отворили врата, която води към необятни територии“. Един от тези математици - британецът Роджър Пенроуз подпомага Ешер в изучаването на топологическите обекти в математиката. Новото познание е отразено в картини като „Мьобиусов лист“ („Moebius band“, 1963, дърворез), „Изкачване и слизане по стълби“ („Ascending and Descending“, 1960, литография), „Водопад“ („Waterfal“, 1961, литография). В една от статиите си художникът отдава особено значение на размерността. Казва, че особено се „дразни“ от плоските фигури: „Правя така, че те да изскачат от равнината“.